# や行え
この項目では、や行え段（やぎょうえだん、𛀁、エ、ye）について述べる。
- 万葉仮名では「延」などの文字でこの発音が表された。
- 国頭語、沖縄語、八重山語、与那国語では、あ行えとは異なる発音として、現在でもつかわれている。
- 現代の日本では、この発音を表す仮名文字はない（もしくは定まっていない）。ただし外来語に対して「イェ」などの表記が見られる。

## 発音
日本語では、古くは「e」と「ye」とは異なる発音と認識され、区別があった。
- 標準語においては10世紀後半に両者の区別が消滅し[1][2]、「ye」と発音された。
  - なお、13世紀までには、「we」（ヱ、わ行え）の発音も消滅し、同じく「ye」と発音された。
- 江戸時代に「e」と発音されるように変化し、現在に至る。
- 国頭語、沖縄語、八重山語、与那国語には現在でも区別が残ったままとなっており、や行、およびつや行の発音として区別される[3]。

### 古代の発音

#### 「ye」と発音された語の例
古代に「ye」と発音された音節を含む語には、次のようなものがある（「e (あ行え）」とは区別された）。
- 兄（え）
- 江（え）
- 枝（え）
  - 枝（えだ）
  - 楚（すはえ）
  - 机（つくえ）
- 鵺鳥（ぬえどり）
- 笛（ふえ）

また、十干の「〜え」という読みは「兄」に由来するため、甲（きのえ）から壬（みずのえ）まで全てが、や行えである。

##### 助動詞「ゆ」
受け身の助動詞「ゆ」は、や行えにも活用した。後にこの助動詞は用いられなくなったが動詞の一部として残った。
| 未然形 | 連用形 | 終止形 | 連体形 | 已然形 | 命令形 |
| ------ | ------ | ------ | ------ | ------ | ------ |
| え     | え     | ゆ     | ゆる   | ゆれ   | ◯      |

##### ヤ行下二段活用
動詞「越ゆ」の例では、未然形・連用形・命令形内の「え」は、「ye」と発音された。
他例は、「覚ゆ」、「聞こゆ」、「見ゆ」、「絶ゆ」、「消ゆ」など。
| 未然形 | 連用形 | 終止形 | 連体形 | 已然形 | 命令形 |
| ------ | ------ | ------ | ------ | ------ | ------ |
| 越え   | 越え   | 越ゆ   | 越ゆる | 越ゆれ | 越えよ |

#### 「e」と発音された語の例
一方、古代に「e」と発音され、や行えとは異なるあ行えとして書き分けられていた音節を含む語には次のようなものがある。
- 榎（え）
- 得（え）
- 選ぶ（えらぶ）
- 蝦夷（えみし、えびす）

また、得（え）が転じた副詞の「え」もあ行えである。

## 文字

### 奈良時代 - 平安時代
万葉仮名の時代には、文字でも「e」と「ye」を区別した。また、平仮名・片仮名の誕生初期も区別した。
|          | e                                            | ye                                                 |
| -------- | -------------------------------------------- | -------------------------------------------------- |
| 万葉仮名 | 愛、哀、埃、衣、依、榎、荏、得、可愛(2字1音) | 延、曳、睿、叡、盈、要、縁、裔、兄、柄、枝、吉、江 |
| 平仮名   | え 他                                        | 他                                                 |
| 片仮名   | 他                                           | エ 他                                              |

### 10世紀後半以降
10世紀後半、発音上の区別がなくなった（双方とも ye の発音へ変化した）。上記の平仮名・片仮名は異体字の扱いとなった。

### 江戸時代 - 明治時代
江戸時代から明治時代の間に、あ行え段 (e) 、や行え段 (ye) の仮名をふたたび区別しようとする者が現れた。字の形は文献によってまちまちである。「」と「」はその内の二つに過ぎない。
ただし、この時に作られた仮名は、奈良時代や平安時代に於けるeとyeの書き分けにそぐわない字母を持つものもある。
|                    | e | ye |
| ------------------ | --- | --- |
| 古くからある仮名   | - え (平仮名) - (「え」の変体仮名。平仮名) - エ (片仮名)                                                                     | - え (平仮名) - (「え」の変体仮名。平仮名) - (「え」の変体仮名。平仮名) - (「え」の変体仮名。平仮名) - (「え」の変体仮名。平仮名) - エ (片仮名) |
| 新しく作られた仮名 | - (「衣」の省画。片仮名) - (「衣」の省画。片仮名) - (「衣」の省画。片仮名) - (「衣」の省画。片仮名) - (「衣」の省画。片仮名) | - え〻(点付きの「え」。平仮名) - (「衣」の草書。平仮名) - エ〻(点付きの「エ」。片仮名) - (「衣」の省画。片仮名) - (「衣」の省画。片仮名) - (「衣」の省画。片仮名) - (「衣」の省画。片仮名) - (「衣」の省画。「グレーン」の活字で代用することがある。片仮名) - (「衣」の省画。片仮名) - (「イ」と「エ」の合字、或いは「延」の省画。片仮名) - (「延」の省画。片仮名) - (「兄」の省画。片仮名) |

このような使い分けは、音義派の学説に基づいて考え出された。音義派は、あ行い段とや行い段、あ行え段とや行え段、あ行う段とわ行う段は、本来違う音であると主張していた。そこで、それぞれに違う仮名を当て嵌めようとしたのである。
しかし、日本語の研究が進み、それぞれに区別はないとする学説が出た。琉球諸語では区別されていたにも拘らず、区別がないとされたのは、研究時点では琉球が合併する前だった場合や、琉球諸語に関する研究が行われていなかったためである。
しまくとぅば正書法では「イェ」および「ツイェ」（「ˀイェ」）と表記される。

## 天地の詞などでの「ye」

### 天地の詞
「天地の詞」に「え」が2回出てくるのは、成立時期が「e」と「ye」を区別していた九世紀にさかのぼるためと考えられている。「えのえを」を「榎の枝を」と解釈する。万葉仮名で榎はア行のエ、枝はヤ行のエである。

### 大為爾の歌
天地の詞よりも後に作られた「大為爾の歌」には「え」は1回しか出てこないが、本来「e」と「ye」の二つが含まれていた可能性が指摘されている。なお、「e」と「ye」を区別した場合、この歌の「え」衣は万葉仮名で、ア行のエである。

### いろは歌
大為爾の歌よりも後に作られた「いろは歌」にも「え」は1回しか出てこないが、こちらも本来「e」と「ye」の二つが含まれていた可能性が指摘されている。
なお、「e」と「ye」を区別した場合、この歌の「え」は「けふこえて（今日越えて）」で、「越えて」は「越ゆ・越ゆる・越え」と活用していたことから、ヤ行のエである。

## 符号位置
2010年10月11日、Unicode 6.0 に「𛀀 ()」(U+1B000, KATAKANA LETTER ARCHAIC E) と「𛀁 ()」(U+1B001, HIRAGANA LETTER ARCHAIC YE) が採用された。
2017年6月20日、Unicode 10.0 に「𛀁 ()」が採用された。「𛀁 ()」は「𛀁 ()」と統合され、「HENTAIGANA LETTER E-1」という別名が与えられた。
2021年9月14日、Unicode 14.0 に「」(U+1B121, KATAKANA LETTER ARCHAIC YE) が採用された。
| 記号 | Unicode | JIS X 0213 | 文字参照            | 名称                       |
| ---- | ------- | ---------- | ------------------- | -------------------------- |
| 𛀁   | U+1B001 | -          | &#x1B001; &#110593; | Hiragana Letter Archaic Ye |
| 𛀀   | U+1B000 | -          | &#x1B000; &#110592; | Katakana Letter Archaic E  |
| 𛄡   | U+1B121 | -          | &#x1B121; &#110881; | KATAKANA LETTER ARCHAIC YE |